# IC 4472
IC 4472 ist eine Spiralgalaxie vom Hubble-Typ Sc im Sternbild Wolf. Sie ist rund 122 Millionen Lichtjahre von der Milchstraße entfernt.
Entdeckt wurde das Objekt am 15. Mai 1904 von Royal Harwood Frost.